# Gorenja Dobrava (gmina Gorenja vas-Poljane)
Gorenja Dobrava – wieś w Słowenii, w gminie Gorenja vas-Poljane. W 2018 roku liczyła 144 mieszkańców.